# Proscopia
Genre
Synonymes
- Taxiarchus Brunner von Wattenwyl, 1890

Proscopia est un genre d'insectes orthoptères de la famille des Proscopiidae.

## Distribution
Les espèces de ce genre se rencontrent se rencontrent en Amérique du Sud.

## Liste des espèces
Selon Orthoptera Species File (13 juillet 2018) :
- Proscopia attenuata Walker, 1870
- Proscopia bivittata Piza, 1946
- Proscopia brevicornis Klug, 1820
- Proscopia geniculata Mello-Leitão, 1939
- Proscopia gigantea Klug, 1820
- Proscopia granosa Walker, 1870
- Proscopia granulata Klug, 1820
- Proscopia heteropoda (Stoll, 1813)
- Proscopia luizdequeirozi Piza, 1976
- Proscopia monnei Bentos-Pereira, 2006
- Proscopia nigra Bentos-Pereira, 2006
- Proscopia paraensis (Rehn, 1906)
- Proscopia rileyi Mello-Leitão, 1939
- Proscopia rondoni Mello-Leitão, 1939
- Proscopia sajax Scudder, 1869
- Proscopia soror Brunner von Wattenwyl, 1890
- Proscopia subgranulata Walker, 1870
- Proscopia sublaevis Walker, 1870
- Proscopia superba (Brunner von Wattenwyl, 1890)
- Proscopia zamithi Piza, 1946

## Publication originale
- Klug, 1820 : Proscopia, novum genus insectorum orthopterorum. Horae physicae Berolinenses, p. 15-26